# عبد اللطيف الأرناؤوط
عبد اللطيف حسين الأرناؤوط (1931 - 2022) هو ناقد وكاتب ومترجم سوري، ولد في دمشق، هاجر أهله على أثر الحروب الدينية في البلقان عام 1913 من كوسوفا بيوغوسلافيا من ضمن العديد من الأسر المسلمة إلى الشرق الأوسط، حيث استقروا في دمشق، أكمل فيها دراسته الثانوية والجامعية، حاصل على ليسانس آداب من قسم اللغة العربية، عمل بعدها في وزارة التربية، واتحاد الكتاب العرب أميناً لتحرير مجلة الموقف الأدبي، ومجلة التراث العربي، أهتم بالأدب العربي والبلقاني والألباني، كتب كتابات وأشعار باللغة الالبانية، وترجم منها الى اللغة العربية.

## مؤلفاته
له العديد من المؤلفات، وله ايضاً مؤلفات مترجمة، منها:
- قيثارة الزمن، ديوان شعري، 1975.

- ما بعد الجبال والبحار، 1980.
- لهيب الشوق، 1985.
- قصائد إلى المرأة، 1990.

- المدخنة والغيوم، 1980.
- العصافير وقوس قزح، 1985.
- الفراشة، 1986.

- جنرال الجيش الميت، 1981.
- الحصن، 1986.
- حصان طروادة يلقى حتفه، 1987.
- نفحات من الشعر النسائي الألباني، 1988.